# Kirsebergs bibliotek

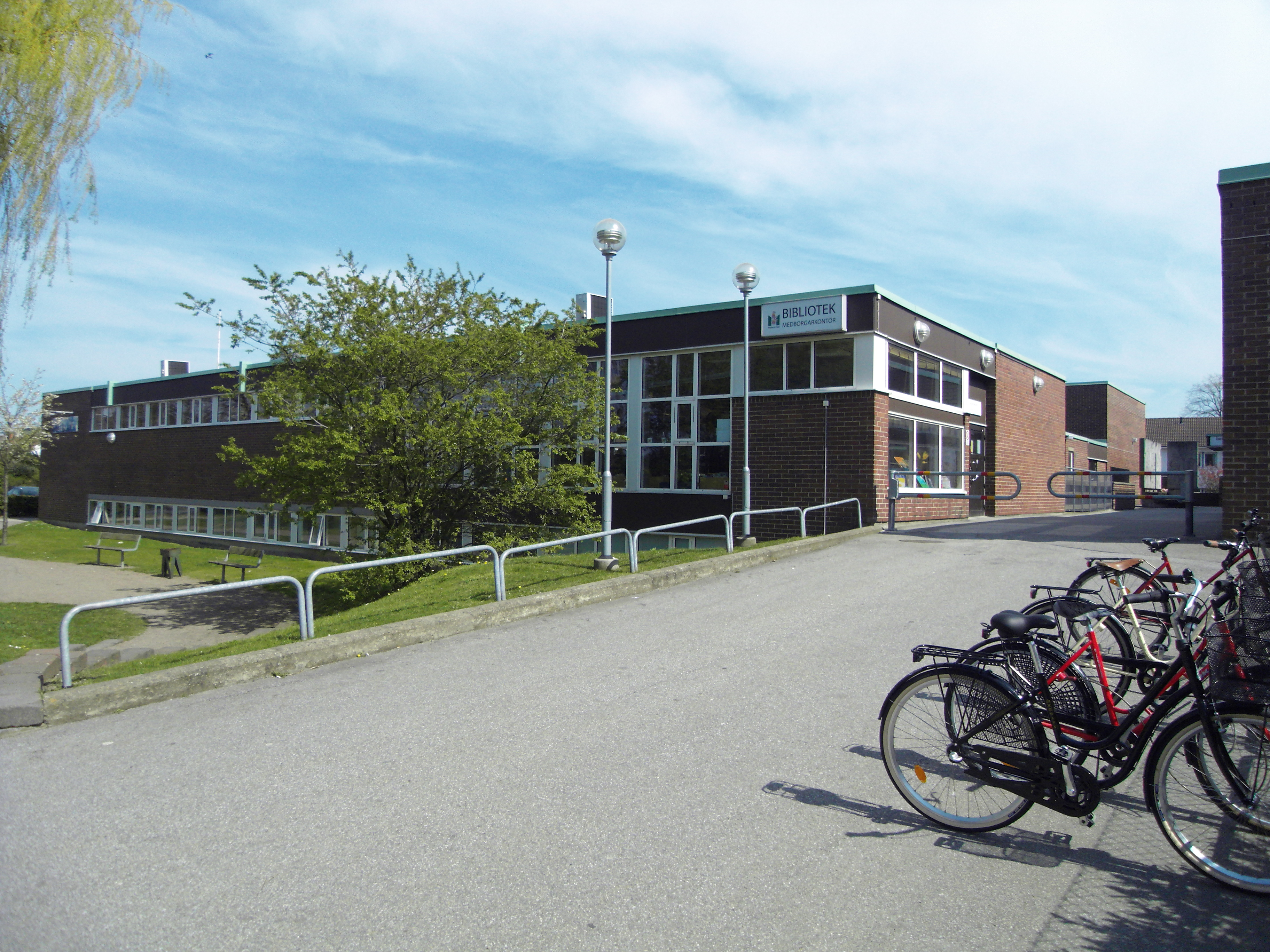
Kirsebergs bibliotek i april månad 2014.

Kirsebergs bibliotek eller Kirsebergsbiblioteket är ett bibliotek beläget i stadsdelen Kirseberg i Malmö.